# Alinazik

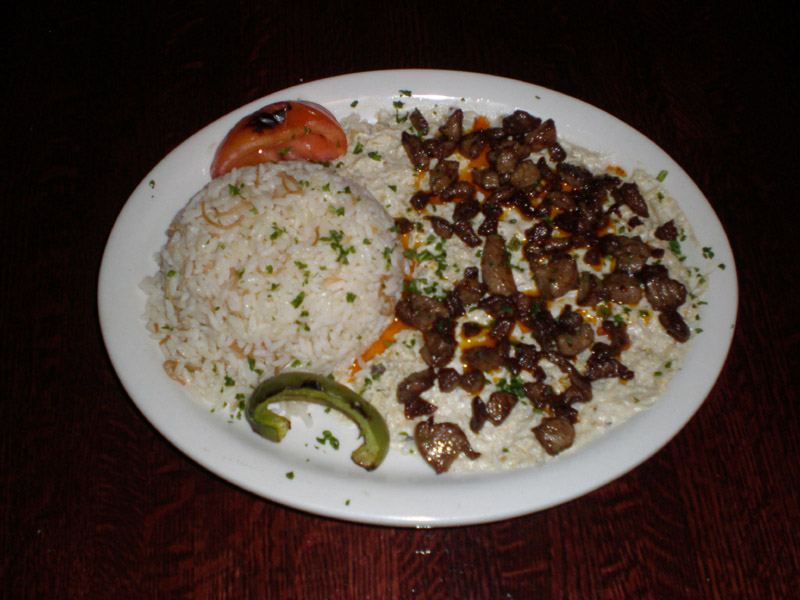
Alinazik sobre puré de ajo y berenjena con şehriyeli pilav (arroz con vermicelli), tomate a la parrilla y pimiento verde.

Alinazik es un plato de carne de la cocina turca, especialidad de la provincia de Gaziantep, (Turquía). Se hace con puré de berenjena ahumado al carbón, especiado, y mezclado con yoğurt y cubierto con dados de carne de cordero u oveja tierna condimentados, marinados y salteados. Este plato es popular especialmente en el sur y sureste del país. Se sirve tradicionalmente con pide, verduras a la parrilla y mantequilla derretida.